# Actinotia alba
Actinotia alba là một loài bướm đêm trong họ Noctuidae.